# 잉게보르크 바흐만

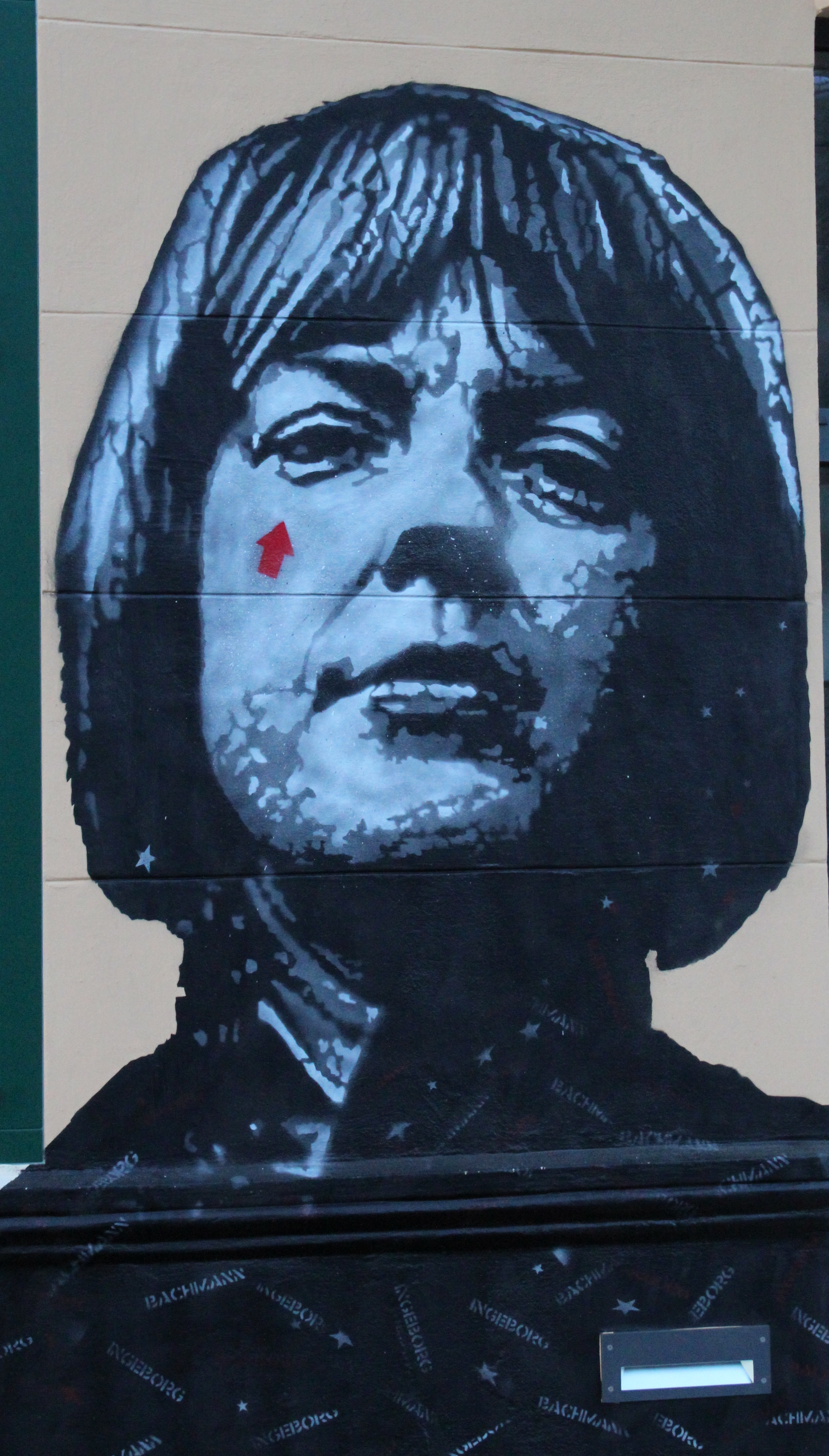
로베르트 무질이 제작한 바흐만 초상화

잉게보르크 바흐만(독일어: Ingeborg Bachmann, 1926년 6월 25일 ~ 1973년 10월 17일)은 오스트리아의 시인이다. 오스트리아 클라겐푸르트에서 출생하였고 1956년 <하이데거의 실존철학>으로 빈 대학에서 박사학위를 받았다. <유예된 시간>(1953)과 <대웅성좌의 탄원>(1956)으로 현대독일 시문단에 확고한 위치를 굳혔다. 방송극 <매미>(1954), <만하탄의 선신>(1958)을 발표하기도 했으며 소설 <말리나(Malina)>(1971)와 <동시대>(1972)를 발표했다. 1973년 9월 25일 자신이 거주하던 아파트에서 화재가 발생했고, 치료를 받던 중 약물(바르비투르) 남용과 중증 화상으로 인해 10월 17일 사망했다.

## 같이 보기
- 오스트리아의 작가 목록